# Eilema vanbraekeli
Eilema vanbraekeli är en fjärilsart som beskrevs av Willie Horace Thomas Tams 1935. Eilema vanbraekeli ingår i släktet Eilema och familjen björnspinnare. Inga underarter finns listade i Catalogue of Life.